# کلیفورد رز
کلیفورد رز (انگلیسی: Clifford Rose؛ زادهٔ ۲۴ اکتبر ۱۹۲۹ – درگذشتهٔ ۶ نوامبر ۲۰۲۱) هنرپیشه بریتانیایی بود.
او دانش آموختهٔ «مدرسه کینگز ووستر» و «دانشگاه کینگز لندن» بود و بیشتر شهرتش به خاطر بازی در نقش «اشرومبارفورر لودویگ کِسلِر» («فرمانده کسلر») در مجموعهٔ تلویزیونی ارتش سری بود. کلیفورد رز در سن ۹۲ سالگی و براثر کهولت سن درگذشت.

## گزیدهٔ نقش‌آفرینی‌ها

### سینما
- پدر خوب (۱۹۸۵)
- بانوی آهنی (۲۰۱۱)
- دزدان دریایی کارائیب: سوار بر امواج ناشناخته (۲۰۱۱)

### تلویزیون
- دکتر هو (۱۹۸۱)
- ارتش سری (۱۹۷۹–۱۹۷۷)

### تئاتر
- آخرین اعتراف (۲۰۰۷)